# Associació de Resistència Popular
L'Associació de Resistència Popular (ANS; rus: Ассоциация народного сопротивления; АНС Ассоциация народного сопротивления; Assotsiatsiya narodnogo soprotivleniya, ANS) és una organització política anarquista nacional russa. Va ser fundada el 2016 per diversos exactivistes de Voluntat Popular, Partit Nacional Bolxevic i altres moviments.

## Ideologia i simbolisme
ANS combina el populisme d'esquerres amb punts de vista d'extrema dreta. Ideològicament, combina el neo-narodnichestvo i punts de vista d'estil Tercera Posició com el nacionalbolxevisme, el nacionalanarquisme i el nacionalsindicalisme. L'ANS utilitza la bandera dels exèrcits verds durant la Guerra Civil Russa, així com l'emblema del Camp Sembrat.
ANS s'autodenominen "hereus de la tradició històrica centenària de la lluita d'alliberament nacional del nostre poble: ... els rebels de Razin, Bulavin i Pugatxov, els desembristes, Narodnaya Volya i el Partit dels Socialistes Revolucionaris": "Ens adherim a punts de vista nacionalistes d'esquerres, narodniks... Ens oposem a l'imperialisme, aquesta és la nostra diferència amb "L'Altra Rússia", defensem la solidaritat de les nacions i el dret a l'autodeterminació... ANS és més aviat un fragment de dretes del "Front d'Esquerra⁣", que va créixer i al qual més tard es van unir moltes persones amb punts de vista d'esquerra-dreta".

## Accions
La primera acció significativa i anual de l'ANS va ser la Marxa Russa, que els activistes, juntament amb altres moviments, han estat organitzant des del 2017. A més, l'Associació participa en les protestes anticorrupció d'⁣Alexei Navalny, realitzant les seves pròpies accions contra elles. Els mateixos activistes de l'ANS són coneguts pel públic per les seves accions: en suport de les protestes contra la construcció de l'Església de Santa Caterina - "Demaneu disculpes pel YeKB", "El nostre candidat és un aldarull rus" a Sant Petersburg - per un boicot a les eleccions presidencials russes de 2018, "No ho llençareu a tothom" - en defensa d'⁣Ivan Golunov i altres.

## Assetjament d'activistes
Els activistes de l'ANS sovint són detinguts en concentracions i manifestacions (incloses les acordades) per agents de l'ordre. El novembre de 2018, dos activistes de l'ANS i el coordinador van ser detinguts la vigília de la Marxa Russa com a testimonis en un cas penal sobre un foc abandonat, i es van dur a terme escorcolls als apartaments dels activistes i a la seu de l'ANS. A la primavera de 2019, va aparèixer informació sobre un cas penal contra un activista de la branca de Volgodonsk de l'ANS, Vladimir Boyarinov, posteriorment els activistes van negar aquesta informació, i el mateix Boyarinov va dir que va ser utilitzat especialment per falsificar un cas penal contra els líders de l'ANS. Segons altres informacions, Boyarinov simplement va utilitzar l'ANS per a benefici personal. L'estiu de 2019, durant les protestes de Moscou del 27 de juliol, va ser detingut el secretari de premsa de l'ANS, Nikita Zaitsev, que posteriorment es va tallar les venes al departament de policia.
El 7 de maig, cap a les set del matí, agents de l'FSB, el Centre E, el departament de seguretat econòmica i anticorrupció (OBEiPK), així com forces especials de la policia, van dur a terme escorcolls en sis domicilis de Moscou. Les activitats operatives van tenir lloc a la seu de l'ANS i en cinc apartaments on viuen els activistes. Les forces de seguretat van enderrocar les portes principals abans de l'arribada dels advocats. Les accions dels cossos encarregats de fer complir la llei van ser filmades per empleats del canal de televisió REN.
El motiu dels escorcolls va ser una causa penal iniciada en virtut de la part 2 de l'article 173.1: formació il·legal d'una persona jurídica. El cas en si es va presentar contra persones no identificades. Aquestes persones presumptament van registrar organitzacions legals per als activistes de l'ANS i van ser acreditades.